# علي بن مسلم
علي بن أبي المكارِم شرف الدَّولة مُسلم بن أبي المَعالي عَلم الدِّين قُريش بن أبي الفَضل بَدران بن حُسام الدَّولة أبي الحَسَن المُقلَّد بن المُسيَّب بن رافِع بن المُقلَّد الأكبر العُقيلي هو آخر أمراء الدولة العُقيلية، تولَّى مقاليد السُلطة مرَّتين: الأُولى بعد وقوع عمِّه الأمير إبراهيم أسيرًا سنة 482 هـ الذي تحرَّر من أسره بعد ثلاث سنواتٍ فعادت مقاليد السُلطة إليه وما زال أميرًا حتى مَقتله في وقعة المضيع، فاعتلى سُلطة الإمارة ابن أخيه عليّ للمرَّة الأُخرى. التي قُدِّر لها أن تكون آخر مرحلةٍ في تاريخ الدَّولة العُقيلية.
وكان الأمير عليّ بن مُسلم أحد الأطراف المُتنازعة في صِراع الأمراء الثلاث النَّاشب بعد مَقتل أبيه شرف الدَّولة العُقيلي في 478 هـ.

## اسمه ونسبه
اسمه هو علي بن مسلم
نسبه هو علي بن مسلم بن قريش بن بدران بن المقلد بن المسيب بن رافع بن المقلد الأكبر بن جعفر العقيلي العامري الهوازني العدناني.
والده هو مسلم بن قريش
والدته هي صفية خاتون
جده لأبيه هو قريش بن بدران
جده لأمه هو جغري بك

## إمارته الأولى
تولَّى عليّ بن مُسلم الإمارة الأولى بعد أن وقع عمُّه الأمير إبراهيم بن قريش أسيرًا بيد السلاجقة سنة 482هـ وفي تلك الأثناء كان يتولى أبو عبد الله محمد بن مسلم إمارة بني عقيل في أعماله ونازعه في ذلك أخوه الأمير عليّ بن مُسلم الذي استقرَّ له الأمر في الموصل بعد معركة دارت بين أنصار الأميرين ظفر بها الأمير عليّ بن مُسلم.

## تنازُل الأمير عن السُلطة
بعد موت حاكِم السَّلاجقة ملك شاه في 485هـ خرج الأمير إبراهيم العُقيلي مِن سجنه بمُساعدة عمَّة السُلطان وهي صفية خاتون - أمّ الأمير عليّ بن مُسلم العُقيلي - وبعد ذاك اصطلح الأمير عليّ مع عمِّه إبراهيم وسلَّمه الموصل وساد نُفُوذه في كُل أصقاع بني عقيل.

## تسلُمُه الإمارة للمرَّة الأُخرى

### موقعة المضيع
في 486هـ سار تتش السلجوقي بجيشه يريد الاستيلاء على الموصل فخرج الأمير إبراهيم بجيوشه لصده عن الموصل فالتقى الفريقان عند نهر الهرماس شهر ربيع الأول من ذات العام، فقتل الأمير إبراهيم مع عدد من أمراء بني عقيل وقيل أن عدد القتلى من الفريقين قد بلغ عشرة آلاف رجل، ولم يُشاهَد أبشع مما عمله السلاجقة في هذه الحرب.

### العَودة إلى مَقاليد الحُكم
عَظُمَ الأمر على الأمير عليّ بن مسلم وأمه صفية لما جرى في المضيع، فسارت عقيل ومعهم جماعة معارضة لتتش السلجوقي فأُقِيمَ عليّ بن مُسلم بن قريش العقيلي أميرًا على الموصل.

## حصار الموصل
بعد إطلاق سراح كربغا السلجوقي وأخيه التونتاش اجتمع حوله كثير من العساكر البطَّالين فسار بهم نحو نصيبين محاصرًا إياها أربعين يومًا حتى دخلها وقد قتل الأمير محمد بن مسلم في بلد، ثم سار إلى الموصل وقد حاصرها 9 أشهرٍ، وكان الأمير علي قد أرسل إلى صاحب جزيرة ابن عمر لمعونته ضد كربغا فأجابه إلى ذلك. لمَّا اشتد حصار السلاجقة على الموصل انسحب صاحب جزيرة ابن عمر من مساعدة الأمير علي حتى سقطت الموصل وزالت الدَّولة العُقيلية في 489 هـ الموافق فيه 1096م بعد مُلك دام أكثر من مئة عام. وخرج عليّ بن مُسلم من الموصل إلى الحلة.

## انظُر أيضًا
الدولة العقيلية
محمد بن مسلم
إبراهيم بن قريش
قائمة حكام الدولة العقيلية
حصار الموصل (1096)